# Gerdana caritella
Gerdana caritella är en fjärilsart som beskrevs av August Busck 1908. Gerdana caritella ingår i släktet Gerdana och familjen Symmocidae. Inga underarter finns listade i Catalogue of Life.